# Seffi Shemmesh
Seffi Shemesh (Israel, 19 de mayo de 1969; también transliterado Shemmesh) es un árbitro internacional de baloncesto. Pertenece a la Israel Basketball Association y dirige de forma habitual en la Winner League israelí. A nivel continental integra el plantel de oficiales de EuroLeague Basketball (Euroliga y EuroCup), figurando en el listado oficial de la organización.

## Trayectoria
Formado en el arbitraje israelí, Shemesh es colegiado desde 1984 y árbitro internacional FIBA desde 1999. En Euroliga aparece en comunicaciones oficiales de designaciones, por ejemplo en la Jornada 2 de 2022–23 (Olympiacos–Žalgiris). En marzo de 2025 alcanzó el hito de los 100 partidos dirigidos en Euroliga, conmemorados públicamente coincidiendo con el Crvena Zvezda–Virtus de la J31.

## Euroliga y EuroCup
- Euroliga: en activo (designaciones documentadas desde 2022–23; hito 100 partidos en 2025).[10][11]
- EuroCup: en activo (mismas temporadas de pertenencia a EuroLeague Basketball).[12]

Partidos destacados (selección)
- Euroliga RS 2024–25 (J31): Crvena Zvezda – Virtus (26/03/2025, Belgrade Arena). Árbitros: Carlos Peruga, Seffi Shemesh, Thomas Bissuel.[13]
- Euroliga RS 2022–23 (J2): Olympiacós – Žalgiris Kaunas (14/10/2022). Designación oficial de terna con Shemesh.[10]

## Israel (Winner League)
Árbitro principal en la máxima categoría israelí, con designaciones en semifinales y finales. Ejemplos:
- Final 2024 – Juego 2: designado junto a Omer Esteron y Dan Yalon (15/06/2024, Tel Aviv).[14]
- Semifinal 2025 (J3 decisivo): la liga anuncia «los tres árbitros más veteranos»: Sefi Shemesh, Amit Balak y Omer Esteron (Hapoel TA–Hapoel Jerusalem).[15][16]

Además, la propia liga le ha asignado labores formativas y de divulgación técnica (clínic con entrenadores y explicación de cambios de reglas, 2024).

## Reconocimientos y notas
- Considerado uno de los árbitros más veteranos de la liga israelí, según perfil publicado en 2019.[18]
- 100 partidos dirigidos en Euroliga (marzo de 2025).[19]